# Mendelkamm

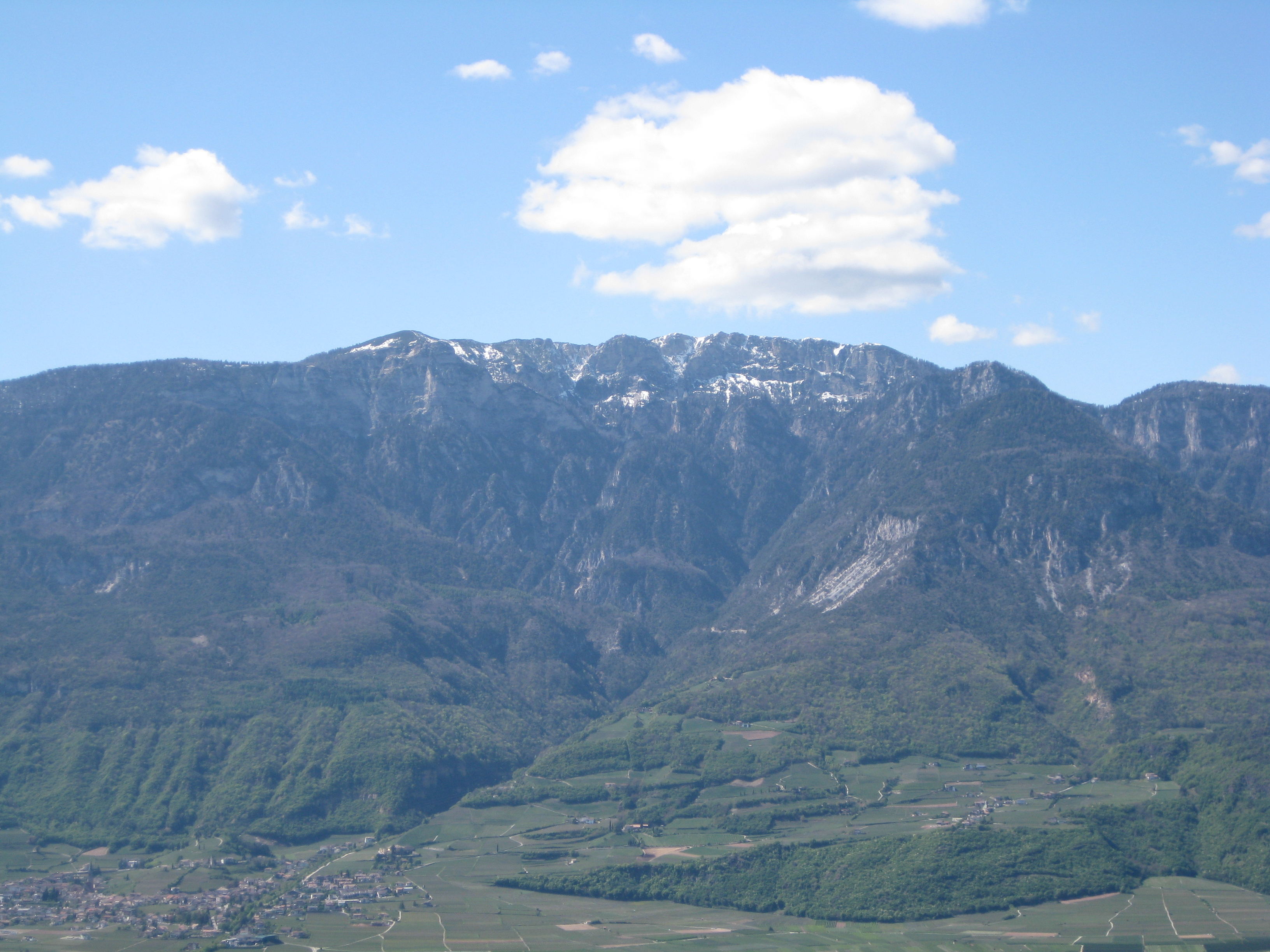
Der Roen – der höchste Gipfel des Mendelkamms – von Osten

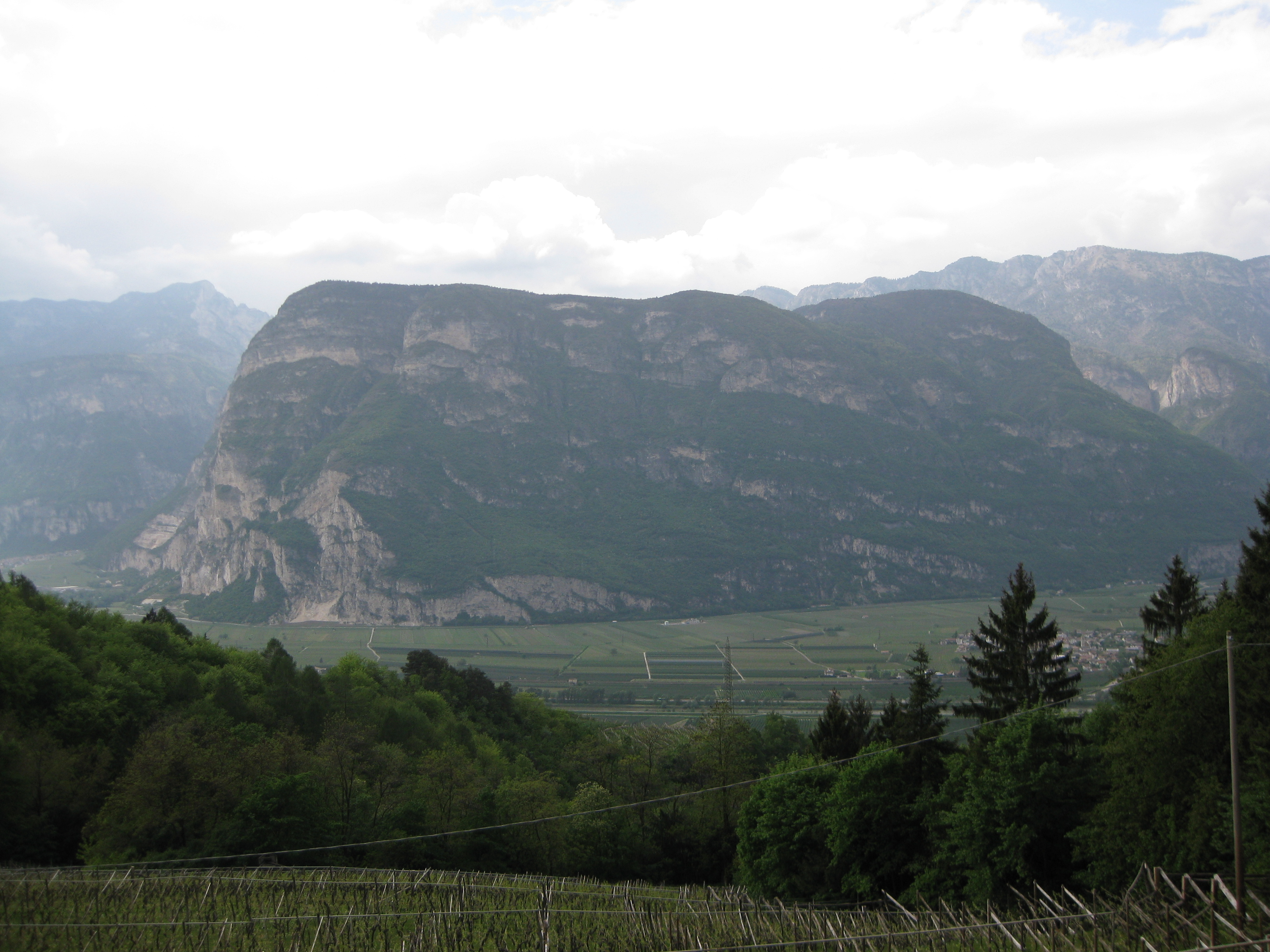
Der Fennberg – ein dem Mendelkamm östlich vorgelagerter Plateauberg

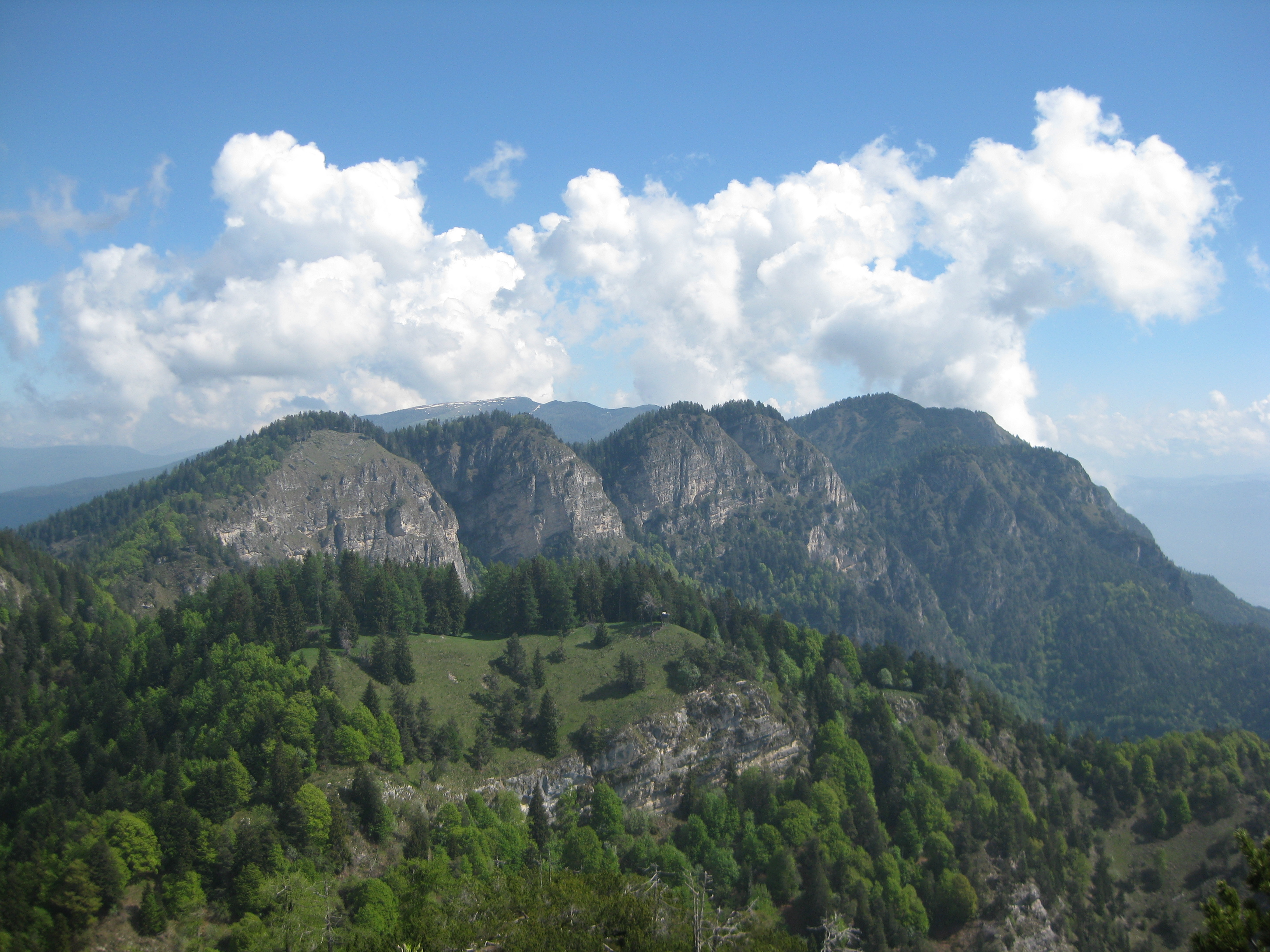
Das Tresner Horn (rechts) von der Kammhöhe aus südwestlicher Richtung gesehen – eine wenig markante Erhebung im südlichen Mendelkamm

Der Mendelkamm, auch Mendelgebirge oder Mendelzug genannt, ist eine etwa 35 km lange Gebirgsgruppe in Südtirol und im Trentino. Der Mendelkamm wird zur Nonsberggruppe gerechnet und damit zu den Südlichen Kalkalpen.

## Lage
Der Mendelkamm trennt das Nonstal im Westen und das Etschtal im Osten auf der Länge zwischen Gampenpass und Rotaliana-Ebene. Auf dem Großteil der Strecke verläuft die Grenze zwischen dem Trentino und Südtirol über den Gipfelkamm, nur das nördlichste Teilstück am Deutschnonsberg liegt zur Gänze in Südtirol und das südlichste Teilstück ab der Höhe der Salurner Klause im Trentino.

## Topographie
Der Mendelkamm zeichnet sich durch verhältnismäßig geringe Höhenunterschiede auf seinem Gipfelkamm aus. Nur einmal unterschreitet er deutlich eine Höhe von 1500 m am Mendelpass, nur einmal überschreitet er eine Höhe von 2000 m am Roen. Ebenfalls auffällig ist die Asymmetrie des Bergkammes im Längsprofil: Während das Nonstal im Westen größtenteils nur mit geringen Steigungsgraden zu den Gipfeln ansteigt, die von dort betrachtet oftmals als wenig markante Hügelkuppen erscheinen, bricht die Gebirgsgruppe nach Osten ins Etschtal sehr steil ab.
Der Mendelkamm verläuft vom Gampenpass (1518 m s.l.m.) südlich von Meran, der den Kamm vom Laugen trennt und das Etschtal mit dem Deutschnonsberg verbindet, zunächst in einem leichten Bogen nach Südosten über wenig markante erste Erhebungen, darunter Schönegg (1772 m) und Hochkührast (1836 m), zum Gantkofel (1866 m). Am Gantkofel, der mit seinem großen Felsabbruch über dem Bozner Talkessel im Osten thront, biegt der Mendelkamm nach Süden ab. Von hier ab bildet er die Grenze zwischen Südtirol und dem Trentino und überragt auf einer Strecke von etwa 14 km im Osten die Überetsch genannte Landschaft, die durch den parallel verlaufenden Mitterberg zum Talboden der Etsch hin abgetrennt ist. Der nächste Gipfel ist der Penegal (1737 m), ehe der Kamm zum Mendelpass (1363 m) hin abfällt. Dieser ist durch die SS 42 und die Mendelbahn verkehrstechnisch erschlossen.
Südlich vom Mendelpass steigt das Gelände über diverse Zwischengipfel zum höchsten Berg des Mendelkamms, dem Roen (2116 m), an. Am Roen, an dessen Ostseite das Überetsch ins Unterland übergeht, befindet sich auch die einzige Schutzhütte der Gebirgsgruppe, die Überetscher Hütte (1775 m). Gegen Süden fällt das Gelände wieder rasch zum Grauner Joch (1800 m) ab und erreicht in der Folge mit mehreren Erhebungen nur noch Höhen zwischen 1600 m und 1700 m. An der Westseite dieses Gebiets liegt die Altopiano della Predaia genannte Hochfläche. Der erste Gipfel, der wieder über 1800 m hinaufreicht, aber sich ansonsten nur wenig markant im Kammverlauf erhebt, ist das Tresner Horn (1812 m). Hier biegt der Mendelkamm in südwestliche Richtung ab und befindet sich knapp hinter dem Fenner Joch (1563 m), dem nach Südosten der Fennberg (1468 m) und die Salurner Klause vorgelagert sind, und den Cimoni (1729 m) nur noch im Trentino.
Auf dem letzten Teilstück erreicht der Mendelkamm an der Wiggerspitze (Cima Roccapiana, 1873 m) und an der Cima Monticello (1857 m) noch einmal bedeutende Höhen. Er fällt schließlich über die weitläufige Terrasse von Monte Mezzocorona in die Rotaliana-Ebene bei Mezzocorona ab, wo das Nonstal ins Etschtal einmündet.

## Weinbau
Nicht nur bei Tramin und Kaltern, sondern auch bis zum nördlicheren Eppan findet der Weinbau durch den speziellen, lockeren Kalkstein und die zugehörigen Schotterböden ideale Wachstumsbedingungen. Die Süd- bis Südost-Hänge eignen sich für kräftige und fruchtbetonte Rebsorten vom Gewürztraminer bis zum Weißburgunder oder Sauvignon. Das milde Klima des Überetsch und der Mendel-Osthänge darüber wird unter anderem durch häufige Fallwinde geprägt, deren Erwärmung (um etwa 6° pro 1.000 Höhenmeter) ein gut durchlüftetes Mikroklima erzeugt.

## Pflanzenwelt
An den westlichen und östlichen Hängen des Mendelgebirges gibt es teils ausgedehnte Wälder mit Rotbuchen und Waldkiefern. Auf über 1000 m Meereshöhe sind Fichtenwälder, und vor allem auf der Nonstaler Seite Lärchenwiesen. Auch die Legföhre kommt an einigen Stellen vor. Die Flora ist ähnlich jener der Dolomiten, doch fehlen Hochgebirgspflanzen, da die Gipfel nicht so hoch sind.

## Herkunft des Namens
Das Wort Mendel erscheint schon in einem Dokument von 1429 in der Form an der Mendell.
Eine sichere Erklärung zur Etymologie gibt es nicht. Egon Kühebacher hält eine Verwandtschaft mit einem romanischen menda für möglich, welches im Sardischen „nicht bebautes, als Weide dienendes Land“ bedeutet. Falls ein Zusammenhang mit althochdeutsch mendi („Freude, Wonne“) besteht, könnte sich der Name auf das gute Weideland, auf die ergiebigen Jagdgründe, aber auch auf die sommerliche Frische beziehen, die der Hitze im Talboden gern vorgezogen wird; seit jeher verbringen viele Bewohner der östlichen Mendelhänge den Sommer dort im Gebirge. Eventuell handelt es sich aber auch um ein vorindogermanisches Reliktwort, das im baskischen mendi mit der Bedeutung „Berg“ eine Parallele findet.